# Ангара
Вижте пояснителната страница за други значения на Ангара.
Ангара̀ (на бурятски: Ангар мүрэн) е голяма река в Азиатската част на Русия, Среден Сибир, Иркутска област и Красноярски край десен приток на река Енисей. Дължината ѝ е 1779 km, която ѝ отрежда 18-о място по дължина сред реките на Русия.

## Историческа справка
Първоначално руските откриватели на Сибир открили в началото на ХVІІ век долното течение на реката, но предполагали, че това са две реки – Горна Тунгуска и Ангара. През 1623 г. руският първопроходец и откривател на река Лена Демид Сафонович Пенда, завръщайки се от там пресякъл вододела и достигнал района около устието на река Илим, след което се спуснал до устието на Ангара и доказал, че Горна Тунгуска и Ангара са една и съща река. На следващата година друг руски казак Василий Тюменец се изкачил по реката на близо 1000 km до устието на река Вихоревка и окончателно доказал, че това е една и съща река. През 1628 г. Василий Бугор повтаря плаването на Василий Тюменец нагоре па реката до устието на Илим и извършва първото грубо скициране на течението ѝ. През 1644 г. Иван Похабов открива цялото горно течение на Ангара като достига до езерото Байкал.

## Географска характеристика

### Извор, течение, устие
Река Ангара извира от югозападната част на езерото Байкал, разположено на 456 m н.в., при посьолок Листвянка, Иркутска област, като ширината ѝ е 1,1 km. Близо 1050 km реката тече в северна посока най-напред през Ангарското плато, а след това прорязва Ангарското възвишение (рус. Ангарский кряж). В този участък реката преминава през три големи водохранилища: Иркутско (56 km), Братско (524 km) и Уст Илимско (335 km) – общо 915 km, които са залели с водите си големи части от бившата долина на реката и са променили нейния облик. В останалите незалети части долината ѝ е асиметрична, с високи и стръмни леви брегове, а десните са полегати. Ширината на руслото ѝ е 1,5 – 2 km, разделено на ръкави и с непостоянни острови. След устието на река Ката (десен приток), при 722 km Ангара завива на запад, навлиза на територията на Красноярски край и запазва това си направление до устието. В този участък тя тече в понижението между Зангарското и Централно-Тунгуското плато на север и Приангарското плато на юг. Тук долината ѝ е тясна (от 0,8 – 1,5 до 3 – 5 km), с трапецовидна форма, на места с високи и отвесни брегове, с множество прагове (Дълги, Шимански, Мурски и др.) и бързеи. В най-долното си течение (последните 68 km) Ангара проломява Енисейското възвишение (рус. Енисейский кряж) чрез тясна (ширина 3 – 5 km) каньоновидна долина. Влива се отдясно в река Енисей при нейния 2137 km, на 76 m н.в., при посьолок Стрелка, Красноярски край.

### Водосборен басейн
Водосборният басейн на Ангара има площ от 1,039 млн. km2, което представлява 40,27% от водосборния басейн на река Енисей. Площта на собствения басейн на Ангара без този на езерото Байкал е 468 хил. km2 и представлява 45% от целия водосборен басейн. Той обхваща части от Монголия и Русия:
Монголия – аймаци Архангай (целия), Булган (целия), Завхан (частично), Йовьорхангай (частично), Селенге (целия), Тьов (частично), Улан Батор (целия), Хентий (частично) и Хьовсгьол (частично)
Русия – Република Бурятия, Забайкалски край, Иркутска област, Красноярски край, в т.ч. Евенкски автономен окръг и Република Тува (всички частична)
Границите на водосборния басейн на реката са следните:
- на север – водосборните басейни на реките Голям Пит и Подкаменна Тунгуска, десни притоци на Енисей;
- на изток – водосборния басейн на река Лена;
- на югоизток – водосборния басейн на река Амур;
- на юг – водосборните басейни на малки реки, пресъхващи в пустинята Гоби;
- на югозапад – водосборните басейни на реките Дзабхан и Тес-Хем, вливащи се езера разположени в Котловината на Големите езера в Монголия;
- на запад – водосборните басейни на реките Малък Енисей (лява съставяща на Енисей), Голям Енисей (дясна съставяща на Енисей) и Туба, Кан и друпи по-малки десни притоци на Енисей.

### Притоци
Река Ангара получава над 500 притока с дължина над 10 km, като 23 от тях са дължина над 100 km, в т.ч. 3 притока над 500 km. По-долу са изброени всичките тези реки, за които е показано на кой километър по течението на реката се вливат, дали са леви (→) или (←), тяхната дължина, площта на водосборния им басейн (в km2) и мястото където се вливат.
- 1714 → Иркут 488 / 15000, в град Иркутск, Иркутска област
- 1694 ← Куда 226 / 8030, при село Уст Куда, Иркутска област
- 1653 → Китой 316 / 9160, при град Ангарск, Иркутска област
- 1610 → Белая 359 / 18 000, при село Олонки, Иркутска област
- 1569 ← Ида 153 / 2610, в Братското водохранилище, при село Каменка, Иркутска област
- 1520 ← Оса 113 / 1820, в Братското водохранилище, при село Иркидей, Иркутска област
- 1135 → Ока 630 / 34000, в Братското водохранилище, при село Туковски, Иркутска област
- 1033 → Вихоревка 236 / 5340, в Уст Илимското водохранилище, Иркутска област
- 854 ← Илим 589 / 30300, в Уст Илимското водохранилище, при село Игирма, Иркутска област
- 843 → Бадарма 126 / 2060, в Уст Илимското водохранилище, при село Бадарма, Иркутска област
- 773 → Тушама 224 / 3, при бившето село Тушама, Иркутска област400
- 722 ← Ката 233 / 7970, при село Едарма, Иркутска област
- 720 → Едарма 153 / 2380, при село Едарма, Иркутска област
- 597 → Парта 113 / 1130, Красноярски край
- 526 → Кова 452 / 11700, при село Кова, Красноярски край
- 448 ← Кода 283 / 3890, при град Кодинск, Красноярски край
- 414 ← Чадобец 647 / 19700, при село Заледеево, Красноярски край
- 383 → Мура 330 / 10800, Красноярски край
- 288 → Карабула 212 / 5060, при село Ярки, Красноярски край
- 265 ← Иркинеева 363 / 13600, при село Иркинеево, Красноярски край
- 208 ← Каменка 313 / 11400, при село Каменка, Красноярски край
- 68 → Тасеева 116 / 128000, при село Первомайск, Красноярски край
- 28 ← Татарка 157 / 1900, при село Татарка, Красноярски край

### Хидроложки показатели
Подхранването на реката е смесено, като преобладава снежното. Пълноводието е през май и юни, след което постепенно намалява. Среден годишен отток при Иркутската ВЕЦ 1855 m3/s, при Братската ВЕЦ 2814 m3/s (максимално 14200 m3/s), в Богучани 3515 m3/s, в устието 4530 m3/s. Оттокът на реката е сезонно и годишно урегулиран от изградените по течението на Ангара водохранилища. Замръзването на реката в долното течение започва в края на октомври или първата половина на ноември, в Братското водохранилище в края на ноември или началото на декември. Размразява се през първата половина на май.

## Селища
По течението на реката в са разположени множество населени места, в т.ч. 7 града, 8 селища от градски тип и 1 село – районен център.
- Иркутска област – градове: Иркутск, Ангарск, Усоле Сибирское, Свирск, Братск и Уст Илимск; посьолки: Листвянка, Болшая Речка, Мегет, Балаганск (районен център), Уст Уда (районен център) и Железнодорожний
- Красноярски край – град Кодинск; посьолки Мотигино (районен център) и Стрелка и село Богучани (районен център).

## Стопанско значение
За разлика от повечето сибирски реки денивелацията на Ангара от извора до устието ѝ е голяма – 380 m. Поради това, че реката притежава голям хидроенергиен потенциял по течението ѝ са изградени три големи водохранилища: Иркутско водохранилище (56 km), Братско водохранилище (524 km) и Уст Илимско водохранилище (335 km). Сега се изгражда Богучанското водохранилища (375 km).
До построяването на водохранилищата безопасното корабоплаване по реката е било невъзможно, поради множеството прагове и бързеи по течението ѝ, което се е явявало сериозно препятствие за усвояването на региона. Преди строителството на водохранилищата е имало два плавателни участъка: от устието на реката до Богучанските прагове (445 km) и от езерото Байкал до Падунските прагове (662 km). Сега (към 2009 г.) корабоплаването е възможно на четири изолирани участъка:
от езерото Байкал до Иркутската ВЕЦ (56 km)
от Иркутската ВЕЦ до Братската ВЕЦ (606 km)
участък от Уст Илимското водохранилище (292 km)
от Богучанските прагове до устието на реката (445 km).
Над реката са изградени 5 автомобилни моста: 3 в Иркутск и по един в Уст Илимск и село Богучани. Освен това по преградните стени на Иркутското и Братското водохранилище има изградени шосета, а по стената на Братското водохранилище и жп линия, участък от трасето на Байкало-Амурската магистрала.